# محمد مؤمن کرمانی
نورالدین‌محمد مؤمن یا محمد مؤمن کرمانی یا محمد مؤمن بن عبدالله مروارید (درگذشت: ۹۴۸ ه‍. ق) فرزند و شاگرد خواجه شهاب الدین عبدالله مروارید (متخلص به بیانی) از خوشنویسان صاحب نام قرن دهم هجری در دوران شاه تهماسب صفوی است.
محمد مؤمن معلم مربی و ابونصر سام میرزا فرزند شاه اسماعیل صفوی بود و در دربار شاه اسماعیل منصب صدارت داشت و کاتب مخصوص او بود و همچنین رئیس کتابخانه شاه تهماسب بوده‌ است. در انواع خطوط اعم از نستعلیق، تعلیق و خطوط ششگانه استادی کامل داشت و کاتبی زبردست بوده است.
او برای شاه‌تهماسب مرقعی ترتیب داد که به خطوط مختلف نوشته شده است و تاریخ‌های ۹۳۴ تا ۹۴۷ ه‍.ق را دارد. اکنون صفحاتی از این مرقع در موزه طوپ قاپو سرای ترکیه و دانشگاه استانبول موجود است. مرقع محمد مؤمن کرمانی مرقعی بزرگ از آثار قلمی این هنرمند زبر دست بود و برای شاه تهماسب تهیه شده بود
محمد مؤمن کرمانی در اواخر عمر از دربار شاه تهماسب به هندوستان رفت و به سال ۹۴۸ ه‍.ق در همانجا درگذشت.
به این ترتیب او از یک سو به واسطه پدر و معلمش عبدالله مروارید، سلسله خوشنویسان ایرانی را به یاقوت مستعصمی متصل می‌کند و از دیگر سو سلسله خوشنویسان دربار گورکانیان هند را به ایرانیان.